# Bällsta
Bällsta – dzielnica (stadsdel) Sztokholmu, położona w jego zachodniej części (Västerort) i wchodząca w skład stadsdelsområde Bromma. Graniczy z dzielnicami Bromsten, Mariehäll, Riksby, Eneby i Sundby.
Według danych opublikowanych przez gminę Sztokholm, 31 grudnia 2020 r. Bällsta liczyła 785 mieszkańców. Powierzchnia dzielnicy wynosi łącznie 1,34 km², z czego 0,01 km² stanowią wody.
W granicach Bällsta położony jest tor wyścigów konnych Solvalla (Solvalla travbana).